# 祖坚正庆
祖坚正庆（日语：／ Soken Masayoshi，1975年1月10日—），日本电子游戏音乐家与音效编辑，于2001年起在史克威尔艾尼克斯就职。同时也是乐队“THE PRIMALS”成员。他因为《马里奥篮球 3对3》和《最终幻想XIV》配乐而知名。祖坚在其音乐生涯中，使用过“索邦祖坚”、“路易斯野间”、“菊池真義”等名字。

## 生平
祖坚正庆出生于墨西哥南下加利福尼亚州拉巴斯，随后举家迁往东京。他于2001年加入史克威尔（今史克威尔艾尼克斯），并以“菊池真義”的名义为迷你专辑《feel/Go dream: Yuna & Tidus》中的两首歌曲编曲。日本独占体育类游戏《日美间职业棒球 最终联赛》是他首个担任作曲者的游戏，同时他也是游戏的唯一作曲；他还和合成器编辑师石元丈晴合作《World Fantasista》。祖坚在2005年举行的史克威尔艾尼克斯聚会时进入公众视线，同时他也被确认为公司的音效编辑师。他已知的担任音效编辑的作品只有2005年的《龙背上的骑兵2》和《前线任务5 战争伤痕》。
祖坚2006年为《马里奥篮球 3对3》——一款由史克威尔艾尼克斯开发，任天堂于任天堂DS平台发行，使用马里奥和最终幻想角色的篮球游戏——作编曲。他还和伊藤贤治与关户刚合作为《圣剑传说4》谱曲，学院奖得主作曲家坂本龙一则为该游戏创作了主题曲。祖坚还为之前圣剑传说游戏的几首曲目编曲并以电吉他演奏。2007年他和山下爱为在线游戏《Elebest》配乐。
祖坚还为史克威尔艾尼克斯广告创作过音乐；《前线任务5 战争伤痕》使用了体育广告歌曲《蓝溪》，祖坚也是游戏的唯一谱曲人。他还参与了史克威尔艾尼克斯的铅笔广告，在广告中他被两个机器人打了；广告的音乐由他谱曲。祖坚为史克威尔艾尼克斯音乐电视——有关新专辑发行，介绍，史克威尔艾尼克斯作曲家采访的月度视频——创作了开场小号。祖坚为iTunes独占的“史克威尔艾尼克斯官方私售”合集创作了两首歌曲，分别是2006年《卷1》的《Dog Street》和2007年《卷3》的《Languid Afternoon》；他在《卷3》中使用了“索邦祖坚”的名义。2008年他以“路易斯野间”名义为日本独占游戏《七日死》作曲。2010年他为另一款Wii运动游戏《马里奥大运动会》配乐。
2010年起，祖坚作为音效总监加入重新组建的《最终幻想XIV》开发团队，并且作为首席编曲参与了《最终幻想XIV：重生之境》的制作。2021年5月，在《最终幻想XIV》首次线上粉丝节“FINAL FANTASY XIV Digital Fan Festival 2021”上，祖坚透露自己在2020年时查出了癌症，并进行了化学治疗，目前已经基本痊愈；他在住院期间也还在为新的资料片“晓月之终途”工作。

## 音乐作品
| 电子游戏  | 电子游戏                            | 电子游戏            | 电子游戏                       |
| 年份      | 作品                                | 角色                | 合作者                         |
| --------- | ----------------------------------- | ------------------- | ------------------------------ |
| 2002      | 日美间职业棒球 最终联赛             | 作曲                |                                |
| 2002      | World Fantasista                    | 作曲                | 石元丈晴                       |
| 2005      | 龙背上的骑兵2                       | 音效编辑            |                                |
| 2005      | 前线任务5 战争伤痕                  | 作曲/音效编辑       | 岩崎英則、福井健一郎、山中康央 |
| 2006      | 马里奥篮球 3对3                     | 作曲/编曲           |                                |
| 2006      | 圣剑传说4                           | 作曲/音效编辑       | 伊藤贤治、关户刚、坂本龙一     |
| 2007      | Elebest                             | 作曲                | 山下爱                         |
| 2008      | 七日死                              | 作曲                |                                |
| 2010      | 马里奥大运动会                      | 作曲                | 谷冈久美                       |
| 2010-2012 | Final Fantasy XIV                   | 音效监督/音效工程师 |                                |
| 2013      | Final Fantasy XIV：新生艾奧傑亞     | 作曲/音效监督       |                                |
| 2015      | Final Fantasy XIV：蒼天的伊修加爾德 | 作曲/音效监督       | 植松伸夫                       |
| 2017      | Final Fantasy XIV：紅蓮的解放者     | 作曲/音效监督       | 植松伸夫                       |
| 2019      | Final Fantasy XIV：漆黑的反叛者     | 作曲/音效监督       |                                |
| 2021      | Final Fantasy XIV：曉月之終途       | 作曲/音效监督       |                                |
| 2023      | Final Fantasy XVI                   | 作曲/音效监督       |                                |
| 2024      | 最终幻想XIV：金曦之遗辉             | 作曲/音效监督       |                                |
| 其它作品  |                                     |                     |                                |
| 年份      | 作品                                | 角色                | 合作者                         |
| 2002      | feel/Go dream: Yuna & Tidus         | 作曲                | 滨涡正志、关户刚               |
| 2006      | 史克威尔艾尼克斯音乐官方私售 Vol.1  | 作曲                | 多人                           |
| 2007      | 史克威尔艾尼克斯音乐官方私售 Vol.3  | 作曲                | 多人                           |